# Comodo Group
Comodo Group är ett företag som utvecklar datorprogram och säkerhetslösningar. Företaget grundades 1998, och har sitt säte i Jersey City, New Jersey. Företaget har dessutom kontor i Storbritannien, Ukraina och Indien. Företagets namn kommer av komodovaranen, som företaget hävdar är den största, kraftfullaste och mest anpassningsbara arten i sin underordning.

## Produkter
Comodo erbjudet flera gratisprodukter för nerladdning via sin hemsida. Det mest kända är förmodligen brandväggen Comodo Firewall Pro, tillsammans med antivirus- och antispywareprogram, såsom Comodo Internet Security. Det går att köpa till garantier som ger realtidssäkerhetshjälp.
Företaget erbjuder också SSL-certifikat och betalprogrammet Comodo Internet Security Pro.